# Çamlıbel, Çameli
Çamlıbel là một xã thuộc huyện Çameli, tỉnh Denizli, Thổ Nhĩ Kỳ. Dân số thời điểm năm 2010 là 366 người.